# رائد أبو حمدية
رائد أبو حمدية (4 يوليو 1976 -) هو أسير فلسطيني من مدينة القدس المحتلة، حكم عليه بالسجن مدى الحياة بتهمة الإنتماء إلى خلية صوريف التابعة لكتائب الشهيد عز الدين القسام في الضفة الغربية. ولد في حارة السعدية في مدينة القدس لعائلة فلسطينية تعود أصولها إلى مدينة دورا في محافظة الخليل، ودرس المرحلة الأساسية والثانوية في مدينة القدس، وحصل على الثانوية العامة في سجون الاحتلال، ونال درجة البكالوريوس في العلوم الاجتماعية من جامعة القدس المفتوحة.

## نضاله
انتمى أبو حمدية لحركة حماس، وشارك في تنفيذ فعالياتها الوطنية في الإنتفاضة الأولى، منها إلقاء الحجارة على قوات الاحتلال والمشاركة في المظاهرات، والتحق بكتائب القسام الجناح العسكري لحركة حماس، وأصبح عضوًا في مجموعة صوريف التي نفَّذت عددًا من العمليات استهدفت فيها قوات الاحتلال والمستوطنين على مدار أربع سنوات، وشارك أبو حمدية مع المجموعة في بعض العمليات منها: عملية اختطاف الجندي "شارون أدري" في 9 سبتمبر عام 1996، وعملية "تفجير مقهى أبروبو" في تل أبيب في 21 مارس عام 1997.

## اعتقاله
اعتقلته قوات الاحتلال الإسرائيلي من إحدى الحواجز العسكرية في الثالث من أبريل عام 1997، وتعرَّض لتحقيق قاسٍ، وحكمتْ عليه محاكم الاحتلال بالسجن 4 مؤبدات، وقامت سلطات مصلحة السجون بعزله عدة مرات، واعتُقِلَ قبلها عام 1994 لمدة سنة. انخرط أبو حمدية في فعاليات الحركة الأسيرة داخل سجون الاحتلال، ومارس نشاطات تنظيمية ذات طابع إداري وثقافي واجتماعي ورياضي، وشارك الحركة الأسيرة نضالها ضد سياسات مصلحة السجون، بما فيها الأضراب عن الطعام، حتى أصبح أحد عمدائها. وكتب أبو حمدية الخواطر والمقطوعات الأدبية، وصدر له كتاب همسات من وحي المكان عام (2020).